# سن پابلو (نیومکزیکو)
سن پابلو (به انگلیسی: San Pablo) یک منطقهٔ مسکونی در ایالات متحده آمریکا است که در شهرستان دونیا آنا، نیومکزیکو واقع شده‌است. سن پابلو ۸۰۶ نفر جمعیت دارد و ۱٬۱۸۱٫۱۱ متر بالاتر از سطح دریا واقع شده‌است.